# Frederick Ravesies
Frederick Ravesies, né en 1776 à Bordeaux et mort en 1857 à Mobile, fut l'un des plus éminents réfugiés français de Saint-Domingue en Amérique, d'abord directeur de la Banque de Philadelphie, où il a connu sa première épouse Marie Roan, puis figure majeure de la Vine and Olive Colony et l'un des premiers planteurs cotonniers sur une grande échelle dans l'Alabama, à partir de 1817.
Descendant de la monarchie des Bourbons par sa mère, il ne put rentrer en France après la Révolution française. Après avoir vécu à Jean-Rabel (Saint Domingue), il s'associa vers 1804, ou peu après, aux frères Garesché, époux des  sœurs du Bauduy, tous réfugiés de Saint-Domingue à Philadelphie. Avec l'arrivée d'André Curcier, la Société prit vers 1815 le nom de Curcier et Ravesies et opérait dans la vente de poudre à canon. 
Il fut en 1817 l'un des premiers actionnaires de la Vine and Olive Colony, à la suite de son rachat, conjointement avec André Curcier, des parts de  plusieurs  concessionnaires de cette vaste compagnie coloniale. Ces derniers étaient des officiers de Napoléon souhaitant réunir des fonds pour une expédition  flibustière  au Texas, appelée « Champ d'Asile ». Plus tard, André Curcier vendit sa terre d'Alabama à Ravesies. Ravesies devint l'agent de la Tombigbee Association, du nom d'une des deux rivières, avec celle de l'Alabama, qui se rejoignent peu avant la baie de Mobile. C'est le long de cette rivière Tombigbee qu'est située la Black belt du coton, qui vit se dérouler, à la  fin de l'année 1817 puis dans les années 1820, l'Alabama fever, une ruée vers l'or blanc du coton et une poussée démographique se traduisant par une multiplication par vingt de la population. Les villes de Demopolis, Arcola, Aigleville et Greensboro sont situées à proximité des terres dont il fit progressivement l'acquisition dans le comté de Marengo. Frederick Ravesies fut aussi copropriétaire, de la maison de commerce J. Martiniere & Co. dans le Comté de Marengo.